# Jałtuszczyki
Jałtuszczyki – kolonia w Polsce położona w województwie podlaskim, w powiecie siemiatyckim, w gminie Milejczyce.
W latach 1975–1998 miejscowość administracyjnie należała do województwa białostockiego.